# 黃水蚺
黃水蚺（學名：Eunectes notaeus），又稱黃森蚺，是蛇亞目蚺科蚺亞科水蚺屬下的一種無毒蚺蛇，主要分布於南美洲，目前未有任何亞種被確認。

## 特徵
成年的黃水蚺不及綠水蚺（Eunectes murinus）般壯大，僅有3到4公尺，雌蛇一般比雄蛇巨型。牠們的體色以黃色、淺金色或青黃色為基調，配合起伏有致的連串黑色圓紋及斑點。

## 地理分布
黃水蚺主要分布於南美洲，包括玻利維亞東部、巴西南部、巴拉圭與及阿根廷東北部。標準產地為「巴拉圭河流域」。

## 習性
黃水蚺多棲息於接近水源的地域或濕地，牠們主要進食麋鹿、野豬、鳥類或較大型的齧齒目動物，也會進食水中的生物，如各種魚類。事實上，黃水蚺更常在水中捕食，這是因為黃水蚺身體笨重，2公尺長已有25至30公斤重並可殺死大型犬隻，若成長到最大的4公尺長就可以有一個成年男性的體重，所以在陸地上移動並不靈活，相反牠們擅長於水中游動，捕食速度及效率亦較為理想。

## 備註
1. ↑  . cites.org.   [2022-01-14]. （原始内容存档于2017-12-05）.
2. 1 2  McDiarmid RW、Campbell JA、Touré T：《Snake Species of the World: A Taxonomic and Geographic Reference, vol. 1》頁511，Herpetologists' League，1999年。ISBN 1-893777-00-6
3. ↑  . ITIS. 2008  [3 July, 2008].
4. 1 2  Mehrtens JM：《Living Snakes of the World in Color》頁480，紐約：Sterling Publishers，1987年。ISBN 0-8069-6460-X

## 外部連結
- （英文）TIGR爬蟲類資料庫：黃水蚺 （页面存档备份，存于）
- 阿修羅爬蟲世界：黃水蚺